# Duché de Bernstadt
Pour les articles homonymes, voir Bernstadt.
1329–1745
Le duché de Bernstadt (allemand : Herzogtum Bernstadt, est un duché de Silésie centré sur la ville de Bernstadt (aujourd'hui Bierutów) en Basse Silésie (aujourd'hui en Pologne) et formé par la séparation d'avec le duché d'Œls (Oleśnica). Il fut d'abord gouverné par la dynastie des Piasts de Silésie, jusqu'à son extinction en 1492. En 1495, le duché d'Œls est passé aux ducs de Münsterberg, qui est devenue la maison de Poděbrady. En 1647, le duché de Bernstadt est passé par mariage aux ducs de Wurtemberg.

## L'histoire
Le duché de Bernstadt appartenait d'abord à la voïvodie de Silésie et le duché d'Œls avait été depuis 1329 un fief de la Couronne de Bohême. Après la mort du duc Conrad III d'Oleśnica en 1412, il avait été divisé au profit de son fils aîné Conrad IV d'Oleśnica, qui dirigeait l'ensemble des possessions comme régent pour son frères mineurs. La division officielle du patrimoine a eu lieu en 1416. L'année suivante, Conrad IV a succédé à Venceslas II de Legnica comme prince-évêque de Breslau. Quand il est mort en 1447, Bernstadt est passé à son plus jeune frère, le duc Conrad VII d'Oleśnica.
Après l'extinction de la branche d'Œls de la dynastie Piast en 1492, le duché a été saisi en tant que fief par le roi Vladislas IV de Bohême. En 1495, il a donné les duchés de Bernstadt et d'Oels au duc Henri Ier de Poděbrady, un fils du défunt roi de Bohême Georges de Poděbrady (mort en 1471). En raison du manque d'argent, son héritier, le duc Charles Ier de Münsterberg-Œls a loué Bernstadt en 1511 pour quatre ans au Conseil de la Ville de Breslau (Wrocław), par la suite, il l'a choisi comme lieu de résidence.
Après la mort de Charles en 1536, ses fils ont régné conjointement jusqu'en 1542, puis ils ont divisé leur patrimoine : le duc Henri II a reçu le duché de Bernstadt, tandis que son jeune frère Jean régné sur le duché d'Œls. Henri II était un partisan de la Réforme protestante, qu'il instauré à Bernstadt. Il a restauré le château au cours de son règne, avec l'élargissement de l'aile sud. Son fils Henri III, duc de Bernstadt de 1565 a vendu Bernstadt avec le château et certains villages de 1574 à la famille Schindler.
Henri III le frère cadet du duc Charles II de Münsterberg-Œls, qui a été gouverneur de la Silésie à l'époque, l'a acheté en 1604. Il a été remplacé en tant que duc de Bernstadt par son fils Henri Venceslas d'Œls-Bernstadt. Lorsque celui-ci est mort en 1637, le duché est passé à son frère cadet, le duc Charles Frédéric de Münsterberg-Œls. La ligne masculine de la maison de Poděbrady s'est éteinte lorsque Charles Frédéric Ier est mort en 1647. Les duchés de Bernstadt et d'Œls ont de nouveau été réunis à la Couronne de Bohême.
Comme la fille unique de Charles Frédéric, Elisabeth-Marie d'Oels était mariée avec Silvius Ier Nimrod de Wurtemberg-Œls, cousin du duc Eberhard VII de Wurtemberg, l'empereur Ferdinand III a accordé Bernstadt et Oels à cette branche de la maison de Wurtemberg. Silvius a fait de grands efforts pour réaménager ses propriétés, qui avaient été dévastées pendant la guerre de Trente Ans. Le poète Angelus Silesius a été son médecin jusqu'en 1652. Lorsque Silvius est mort en 1664, son duché a d'abord été gouverné par sa veuve en tant que régente pour ses fils mineurs, qui, en 1672, ont divisé l'héritage. Le duché de Bernstadt est passé à Christian-Ulrich Ier de Wurtemberg-Œls, qui a reconstruit la ville après l'incendie en 1659 et a ajouté un troisième étage au château. À la mort de son frère aîné le duc Silvius II Frédéric de Wurtemberg-Œls en 1697, il a pris le duché d'Œls. Son neveu Charles de Wurtemberg-Bernstadt fut le dernier duc de Bernstadt. Il est mort sans enfants en 1745 et le duché est revenu au duc Charles-Christian-Erdmann de Wurtemberg-Oels, qui a réuni les duchés de Bernstadt et d'Œls sous son règne.
En 1742, au cours de la première guerre de Silésie, le duché de Bernstadt, comme la plupart en Silésie, avait été conquis par la Prusse.

## Ducs

### Piasts de Silésie
- Conrad IV d'Oleśnica (1412–1447), évêque de Breslau depuis 1417
  - Conrad VII d'Oleśnica (1447–1450), duc d'Œls depuis 1412
- Conrad IX le Noir (1450–1471), neveu, duc d'Œls
  - Conrad X le Blanc (1471–1492), frère, duc d'Oels

Extinction de la lignée, le duché revient à la couronne.

### Famille de Podiebrad
- Henri Ier de Poděbrady (1495–1498), duc de Münsterberg depuis 1462
- Charles Ier de Münsterberg-Œls (1498–1536), son fils, Duc de Münsterberg et Œls
- Henri II de Münsterberg-Œls (1536–1548), son fils, Duc de Münsterberg et Œls jusqu'en 1542
- Henri III de Münsterberg-Œls (1548–1587), son frère
  - Jean de Münsterberg-Œls (1548–1565), leur oncle, régent du duché de Münsterberg et Œls

Le duché est vendu en 1574 et racheté par la famille de Podiebrad en 1604.

### Maison de Schindel
- Henri de Schindel, duc de Bernstadt depuis 1574
- Catherine von Schindel, duchesse de Bernstadt depuis 1576
- Jonas de Schindel, dernier membre de la famille à porter le titre de duc de Bernstadt (1603)

En 1604 le duché est racheté par ses anciens propriétaires

### Famille de Podiebrad
- Charles II de Münsterberg-Œls (1604–1617), frère d'Henri III, duc d'Œls depuis 1565
- Henri Venceslas d'Œls-Bernstadt (1617–1639), son fils
  - Charles Frédéric de Münsterberg-Œls (1639–1647), son frère, duc d'Œls depuis 1617

Extinction de la famille, le duché revient à la couronne.

### Maison de Wurtemberg
- Silvius Ier Nimrod de Wurtemberg-Œls (1648–1664), gendre de Charles Frédéric
  - Christian de Brzeg, 1664–1669, régent
- Christian-Ulrich Ier de Wurtemberg-Œls (1669–1697), fils de Silvius Nimrod, duc d'Œls depuis 1697
- Charles de Wurtemberg-Bernstadt (1697–1745), son neveu

La lignée s'éteint, le duché est rattaché à celui d'Œls.